# Tihamér Fabinyi

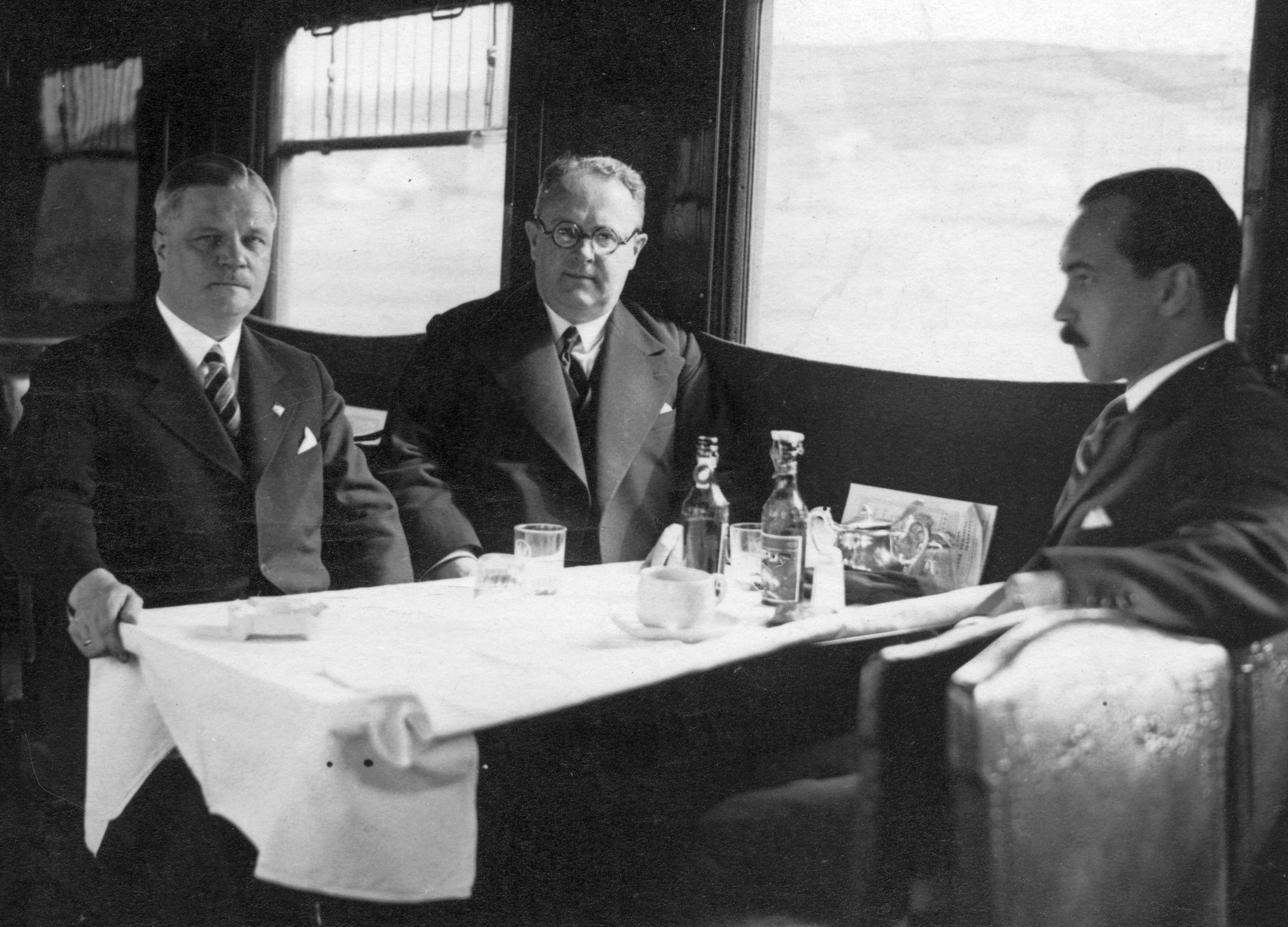
Tihamér Fabinyi (1935)

Tihamér Fabinyi (* 7. August 1890 in Hisnyóvíz, Komitat Gömör és Kishont; † 11. Juni 1953 in Boston, Massachusetts) war ein ungarischer Jurist und Politiker, der unter anderem zwischen 1932 und 1935 Handelsminister sowie von 1935 bis 1938 Finanzminister war.

## Leben
Tihamér Fabinyi absolvierte nach dem Schulbesuch ein Studium der Rechtswissenschaften an der Friedrich-Wilhelms-Universität zu Berlin, der Universität Leipzig, der University of Cambridge sowie der Universität Budapest, das er 1913 beendete. Nach dem Rechtsreferendariat wechselte er als Richter im Vorbereitungsdienst ins Justizministerium. 1921 wechselte er als Rechtssekretär der Ganz Danubius-Werft in die Privatwirtschaft und eröffnete später als Rechtsanwalt eine eigene Anwaltskanzlei.
1931 wurde Fabinyi als Kandidat der Nationalen Einheitspartei NEP (Nemzeti Egység Pártja) Mitglied des Repräsentantenhauses (Képviselőház) des Parlaments (Országgyűlés) und vertrat in diesem bis 1936 die Interessen von Kiskundorozsma. Am 1. Oktober 1932 übernahm er im Kabinett Gömbös den Posten als Handelsminister (Kereskedelemügyi miniszter) und bekleidete dieses Amt bis zu einer Kabinettsumbildung am 4. März 1935, woraufhin Géza Bornemisza seine Nachfolge antrat. Als Handelsminister trug er zur Entwicklung der Handelsbeziehungen mit Italien, zur Donauschifffahrt, zum Tourismus und zum Erholungsgebiet Balaton bei. Im Rahmen einer vorhergehenden Kabinettsumbildung wurde er bereits am 6. Januar 1935 Nachfolger von Béla Imrédy als Finanzminister (Pénzügyminiszter). Das Amt des Finanzministers übernahm er am 6. Januar 1935 auch im Kabinett Darányi und behielt dieses bis zu seiner Ablösung durch Lajos Reményi-Schneller am 9. März 1938 im Zuge der Ankündigung des „Győr-Programms“. Anschließend wurde er von Reichsverweser Miklós Horthy zum Mitglied des Oberhauses (Felsőház) auf Lebensdauer ernannt.
1938 übernahm Tihamér Fabinyi den Posten als Präsident der Ungarischen Allgemeinen Kreditbank (Magyar Általános Hitelbank) und hatte diesen bis 1944 inne. Im Anschluss ging er ins Exil und ließ sich zunächst in der Schweiz und dann in den USA nieder.

## Veröffentlichungen
- A választott bíráskodás (Die gewählte Justiz), Budapest 1920
- A polgári perrendtartás törvénye és joggyakorlata (Das Recht und die Rechtsprechung des Zivilverfahrens). 2 Bände, Budapest 1931
- Magyar magánjog; törvények, rendeletek, szokásjog, joggyakorlat, Magyarország magánjogi törvénykönyve törvényjavaslatának rendszerében (Ungarisches Privatrecht: Gesetze, Verordnungen, Gewohnheitsrecht, Rechtsprechung, im System des Gesetzesentwurfs des ungarischen Privatrechtsgesetzbuchs), Mitautoren Arthur Meszlény, Endre Nizsalovszky und Károly Szladits, Budapest 1931/1935
- Az öröklési jog és örökösödési eljárás (Das Erbrecht und das Erbverfahren), Budapest 1935